# Linea aerea di contatto

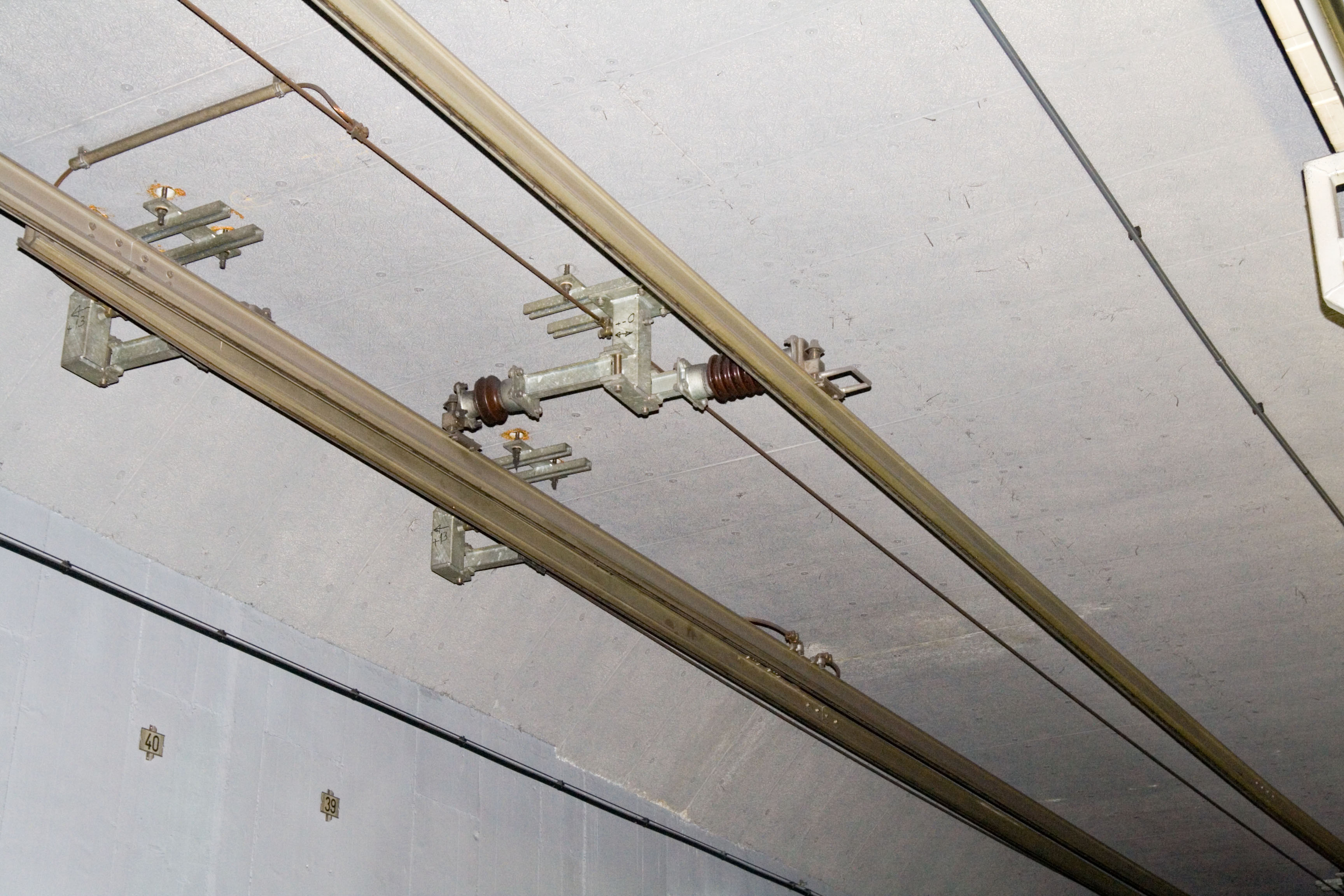
Catenaria rigida: caso particolare di doppia alimentazione per coesistenza di transito di mezzi con alimentazione diverse sullo stesso percorso (rotaia a CC, CA, ferrovie del Sihltal e del Uetliberg - Svizzera), le linee di alimentazione avevano collocazioni disimmetriche rispetto all'asse rotaia, quindi i pantografi erano disassati nei mezzi delle due linee, per poter captare ognuno la propria corrente.

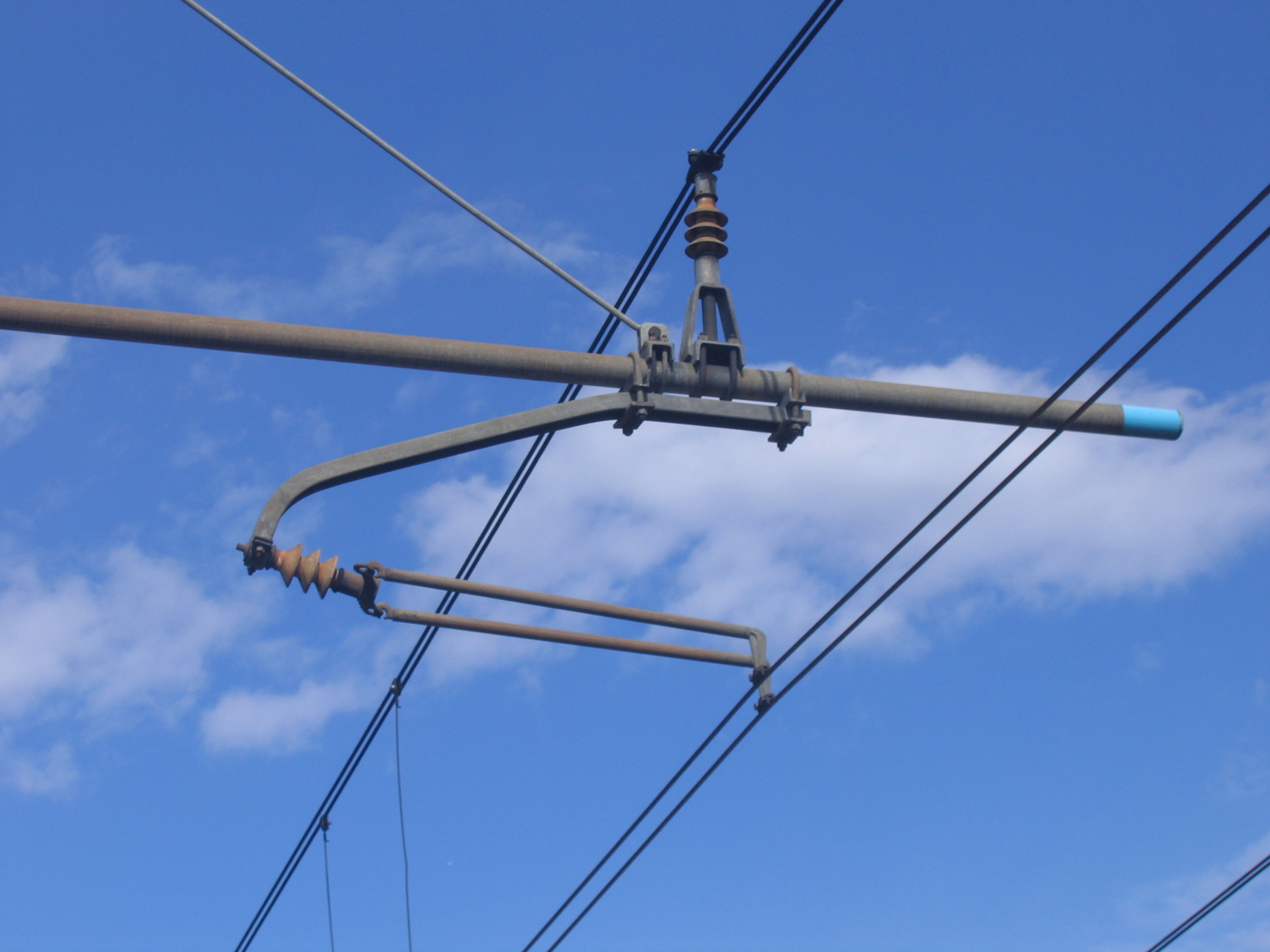
Linea di contatto a 3 kV cc sulla rete ferroviaria statale italiana. Si distinguono: la mensola, che regge l'insieme e lo connette al palo; la fune portante (in alto); i due conduttori della linea di contatto (in basso); i pendini (verticali) che connettono la fune portante alla linea di contatto; gli isolatori della fune portante e della linea di contatto.

La linea aerea di contatto (o linea aerea di alimentazione) è un sistema di alimentazione elettrica a filo aereo, usato per fornire l'energia necessaria alla trazione di tram, filoveicoli e treni.

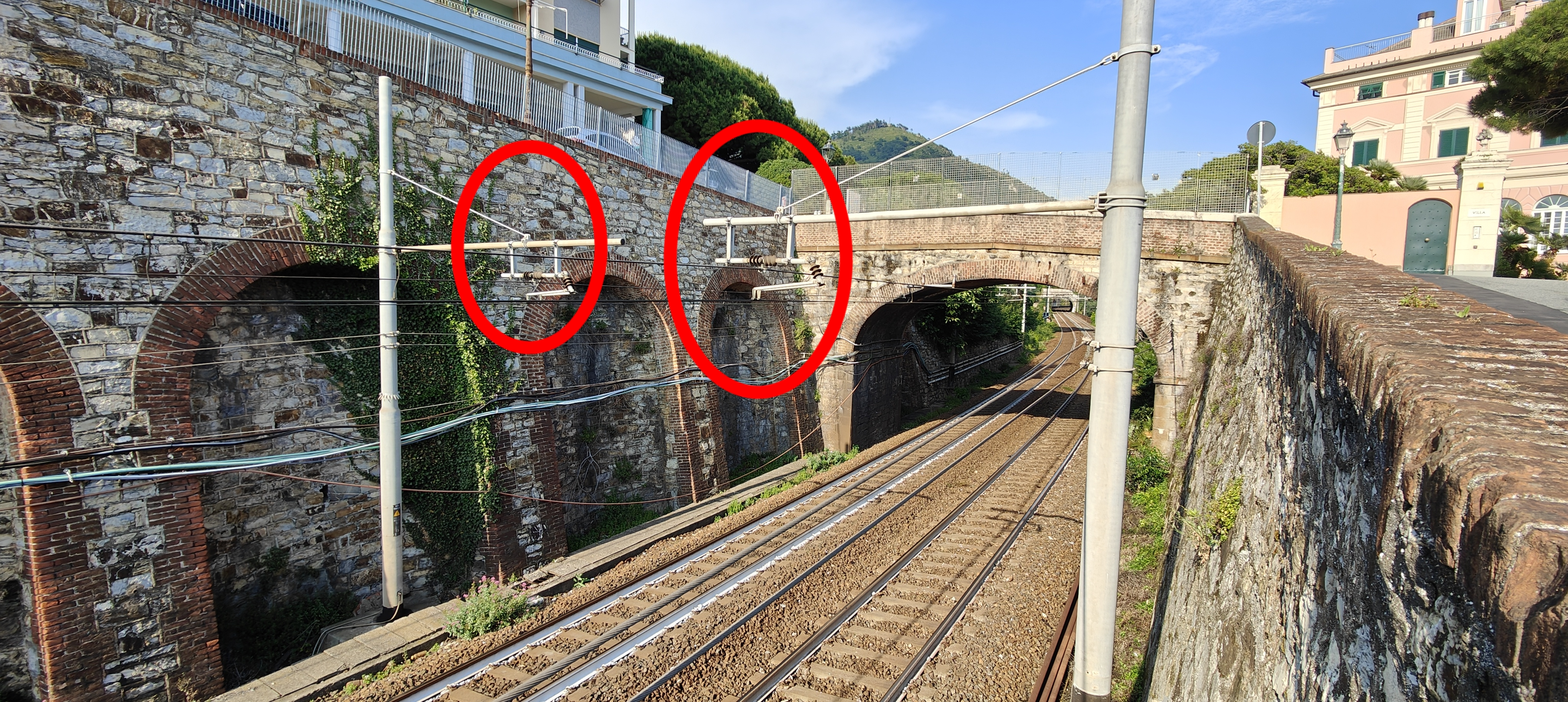
Particolare di sospensione per linea bassa in vista di un passaggio sotto un viadotto

Il mezzo di trasporto, spostandosi lungo la linea aerea posta in alto rispetto al percorso, tramite un sistema di captazione (trolley, asta, archetto) sposta il suo punto di presa dalla linea. La linea elettrica è alimentata tramite sottostazioni (poste a distanze precalcolate per le minime perdite) connesse alla rete di distribuzione di energia elettrica a tensione medio-alta, o ad un sistema di generazione elettrica. 
In certe nuove gallerie di più recente elettrificazione si preferisce, per ragioni di costo e praticità, usare la catenaria rigida. Questa, a differenza di quella a fune e cavo, non necessitando di contrappesi per la tensionatura, consente di ridurre gli spazi d'ingombro.

## Generalità
I mezzi di trasporto elettrici (per esempio tram e treni) che si alimentano tramite linee aeree utilizzano un dispositivo tra i seguenti: archetto tranviario, trolley a stanga rigida o pantografo per prelevare la corrente. L'alimentazione, quando è monofilare usa, per il "ritorno" al sistema di generazione, chiudendo il circuito, le rotaie di corsa del mezzo stesso. Nel caso di mezzo su gomma, come nel caso di un filoveicolo, il ritorno avviene con un secondo filo: in tal caso la linea aerea è nota come bifilare e i dispositivi di captazione sul tetto del mezzo sono due.

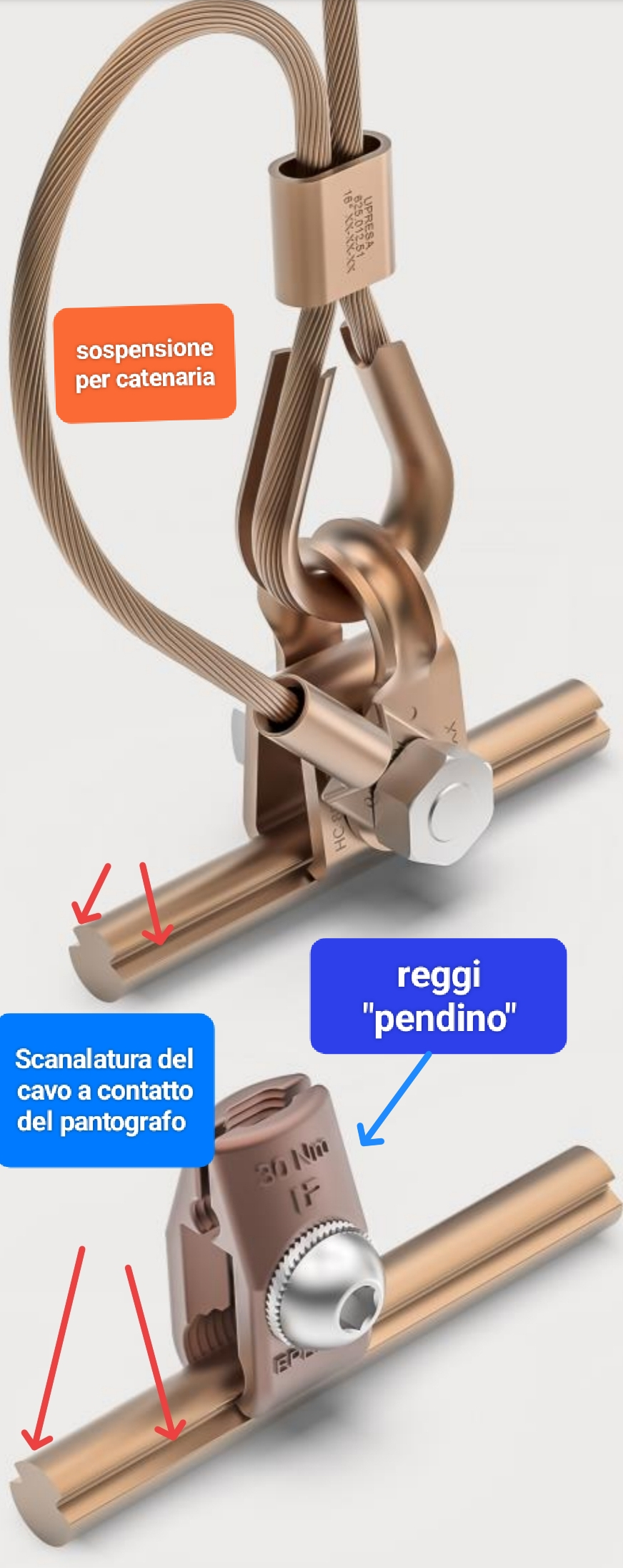
Morsetti per pendini fissati nella scanalatura del cavo a contatto col pantografo

Un sistema alternativo alla linea aerea è la terza rotaia, che si trova in basso rispetto al mezzo, al di sotto oppure accanto. La "terza rotaia", di fatto una barra di contatto continua, è posta su isolatori e la corrente viene prelevata tramite pattini di presa. Rispetto alla linea aerea si tratta di un sistema più economico ma più complesso, soprattutto nei passaggi a livello e presenta molte più criticità rispetto alla sicurezza delle persone.
Le linee aeree di alimentazione dei vari paesi del mondo adottano tensioni diverse, a volte differenti tra rete e rete, come ad es. in Svizzera dove coesistono sistemi a corrente continua e corrente alternata, a tensioni molto differenti. Molte moderne ferrovie, ad alta e media velocità, stanno unificando i sistemi, adottando la tensione di 25 kV a corrente alternata, per una migliore interoperabilità.
Le linee ferroviarie italiane adottano, di massima, due tipi di elettrificazione:
- sulle linee tradizionali la tensione erogata è di 3 kV a corrente continua;
- sulle linee ad alta velocità viene erogata una tensione di 25 kV a corrente alternata a frequenza di 50 Hz.
- su alcune poche linee, specie di confine, sono ancora presenti tensioni diverse quali, 1500 V a corrente continua e 15 kV a corrente alternata.

## Struttura costruttiva

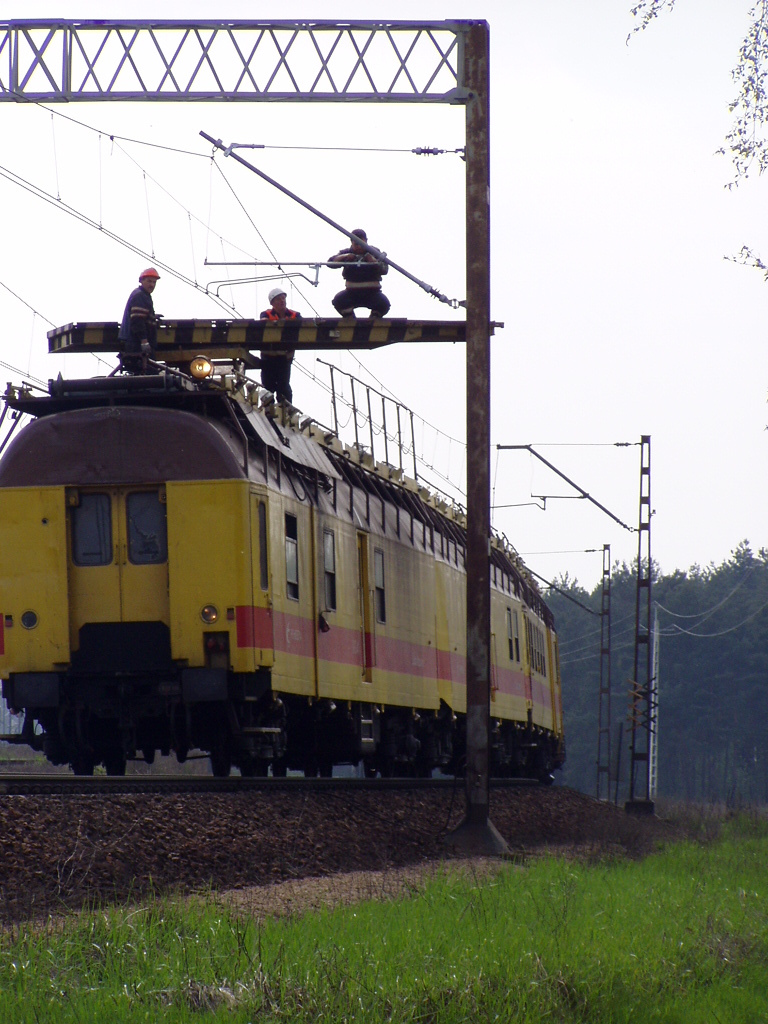
Verificatori di linea che con un mezzo apposito riparano la linea di contatto

Per permettere un contatto continuo ottimale, anche alle velocità più elevate del veicolo, il filo conduttore viene steso lungo il percorso stesso ad una altezza costante rispetto al livello delle rotaie (o della strada). All'aumento delle velocità di circolazione dei veicoli, la tensionatura del filo conduttore dev'essere in grado di assicurare un'altezza costante; le variazioni di livello del filo potrebbero far staccare il dispositivo di captazione, portando a pericolose sfiammate.
La struttura a semplice filo è stata la prima ad essere utilizzata, in ordine di tempo, ed è rimasta in uso per le linee di alimentazione tranviarie o filoviarie. È quasi scomparsa invece per le ferrovie secondarie in quanto permette la trasmissione di basse potenze elettriche e velocità molto contenute.
Di norma per la circolazione ferroviaria dei treni si adotta, sovrapposto al filo "di contatto" un altro filo portante; il complesso prende il nome di "catenaria" (il nome deriva dalla omonima curva geometrica). Dal filo portante, a intervalli regolari, scendono dei fili verticali, detti "pendini", dimensionati in lunghezza in modo da far sì che i fili di contatto si trovino sempre alla stessa altezza.

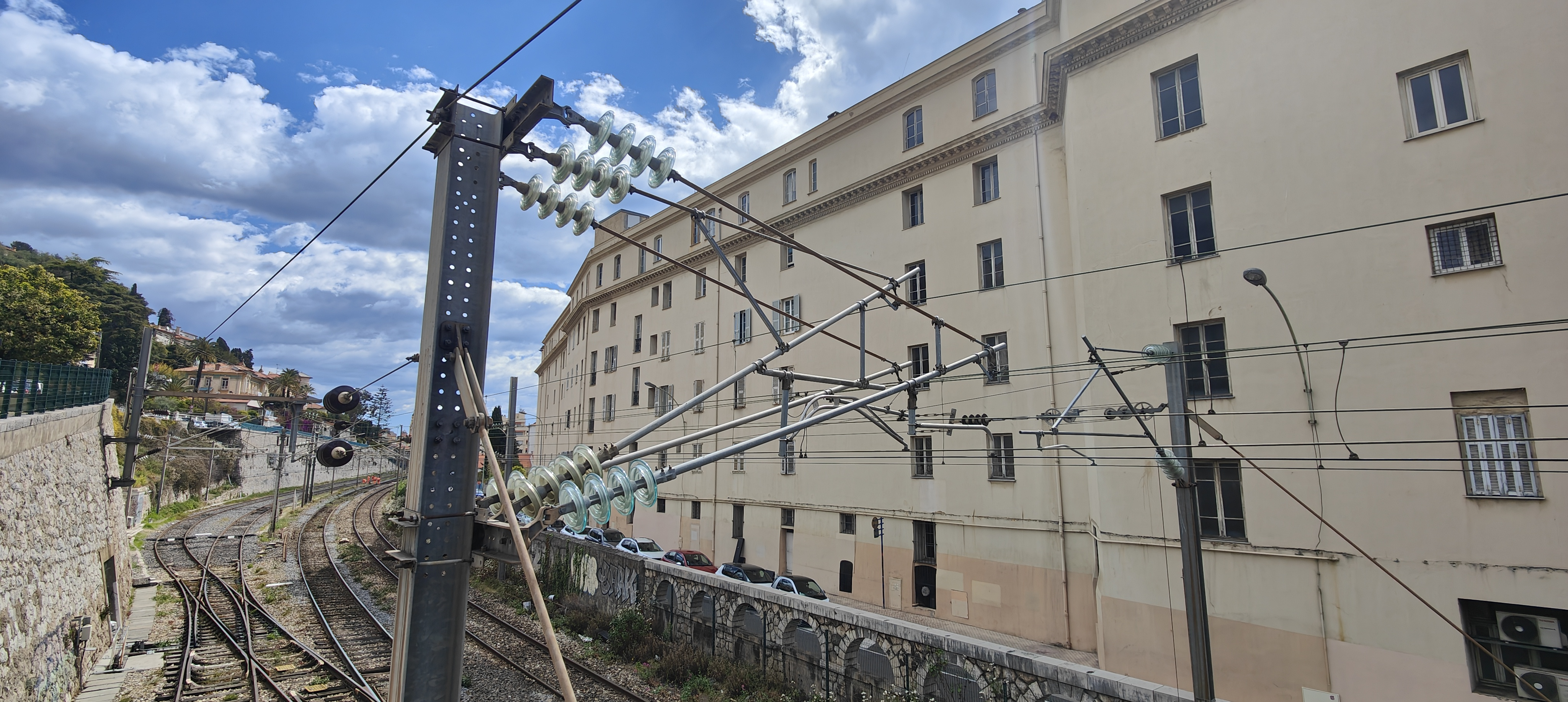
Pali SNCF con isolatori e tiranti di poligonazione 25kV c. a. (Mentone Francia)

Il collegamento tra fili di contatto e corde portanti permette, tra l'altro, di trasportare correnti maggiori in virtù della maggiore sezione.

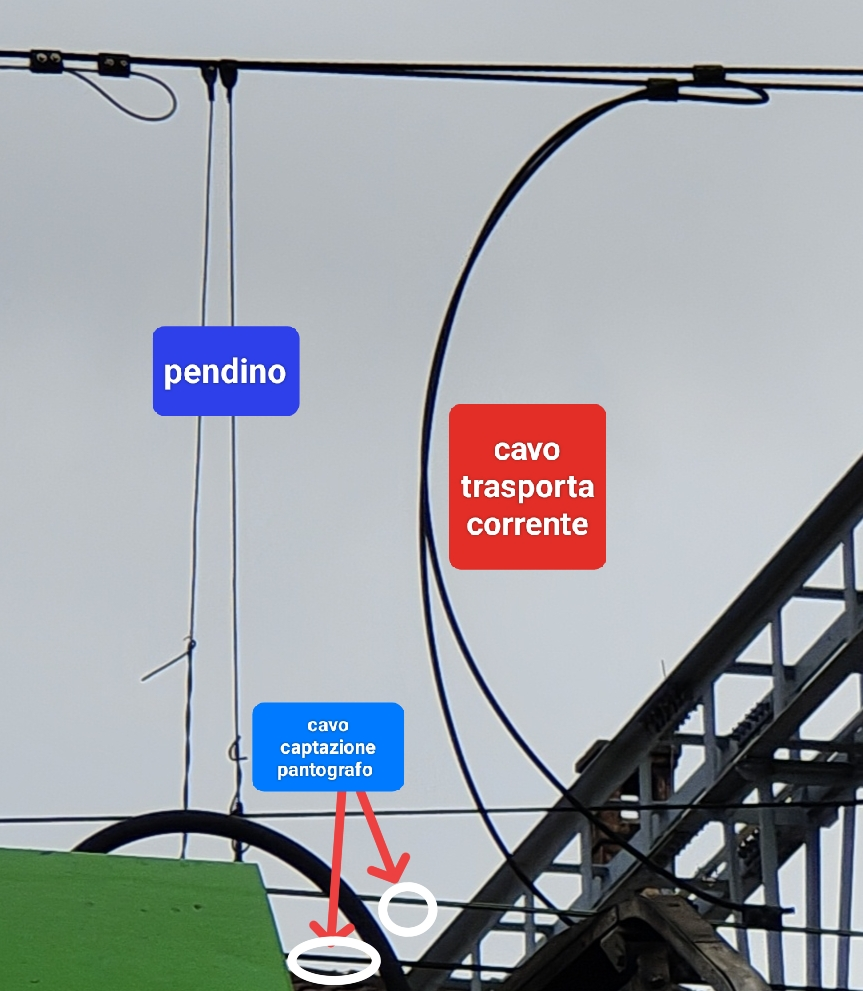
Particolare catenaria svizzera pendino e cavo porta corrente dal cavo superiore a quello inferiore

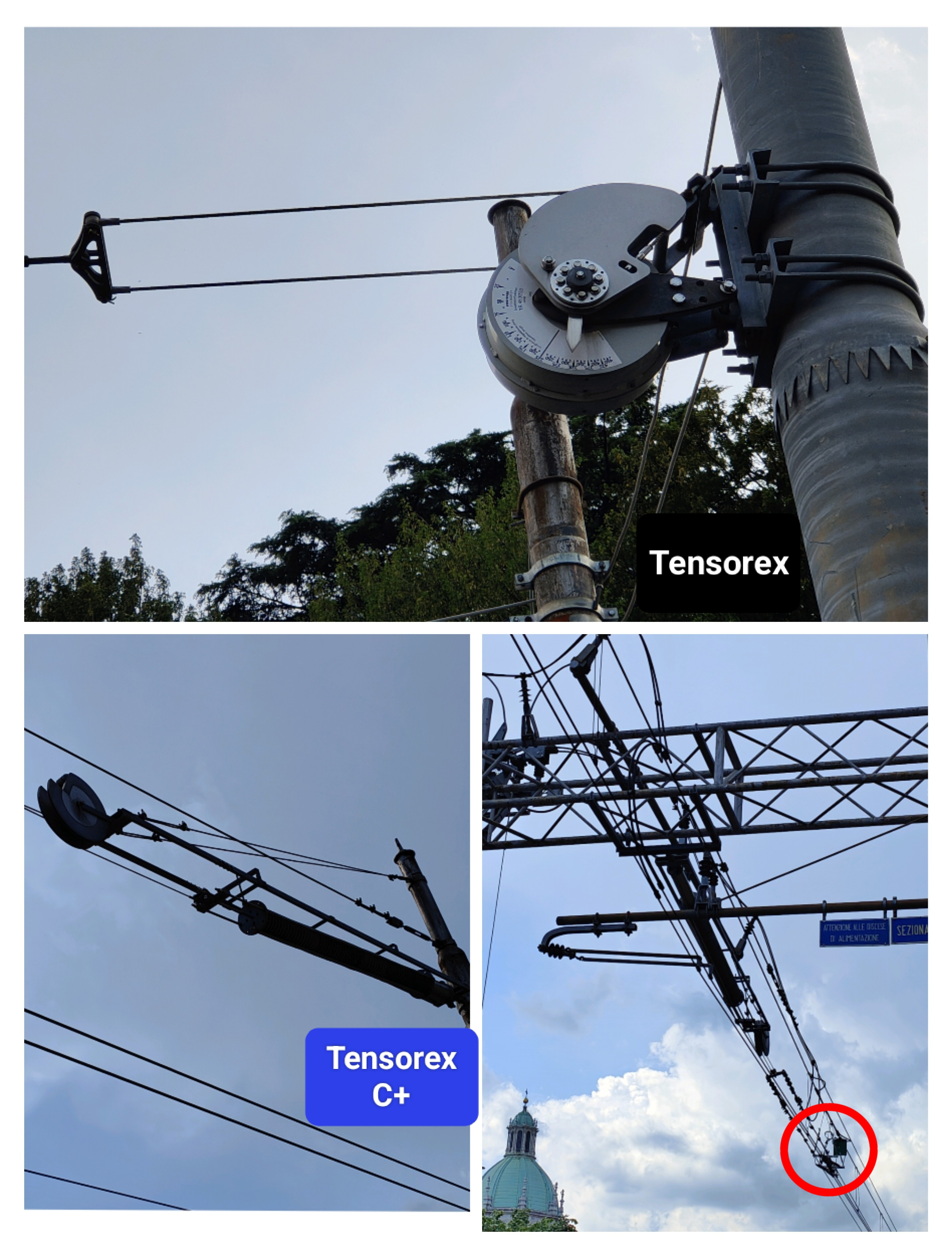
Dispositivo meccanico di ultima generazione per tensionamento a molle tipo Tensorex a Como ora usati anche da Rfi; sotto: la precedente versione a tubo Tensorex C+ (nel cerchio un isolatore di sezione)

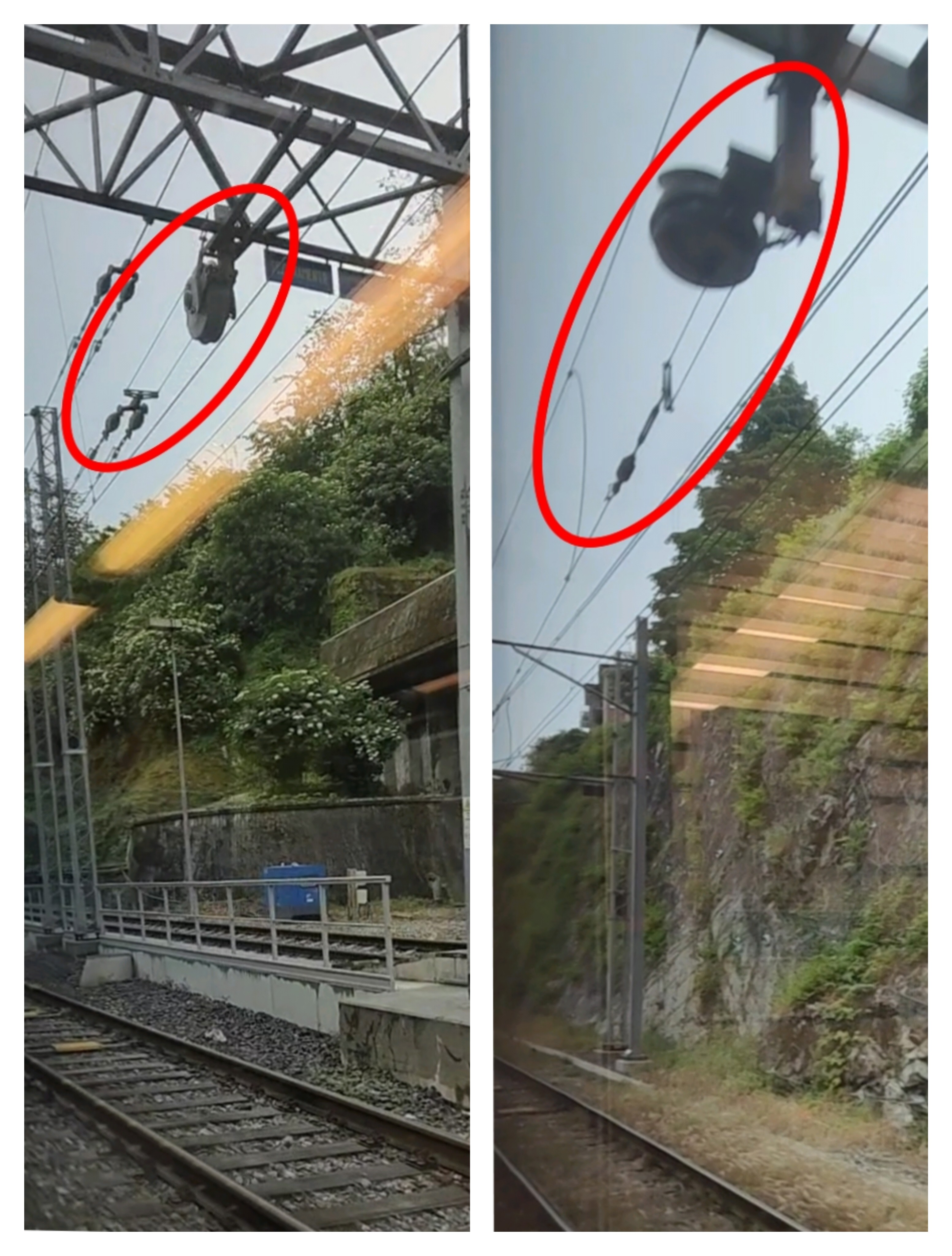
Tensionatore linea aerea a molle sistema Tensorex a Chiasso. Questi sistemi, rivelatisi efficienti, riducono gli spazi eliminando i contrappesi esterni a carrucola

La linea aerea è suddivisa in tratti piuttosto brevi, al fine di regolare la tensione del filo con pesi e carrucole e limitare le oscillazioni (prodotte tra filo e pattino di presa in movimento, soprattutto ad alta velocità) che potrebbero interrompere il contatto elettrico tra le parti e danneggiarle.
Per ridurre le oscillazioni, che possono essere causate anche dal vento, si utilizzano in corrispondenza di portali o sezionamenti, dei sistemi con carrucole e contrappesi di tensionamento opportunamente posizionati.

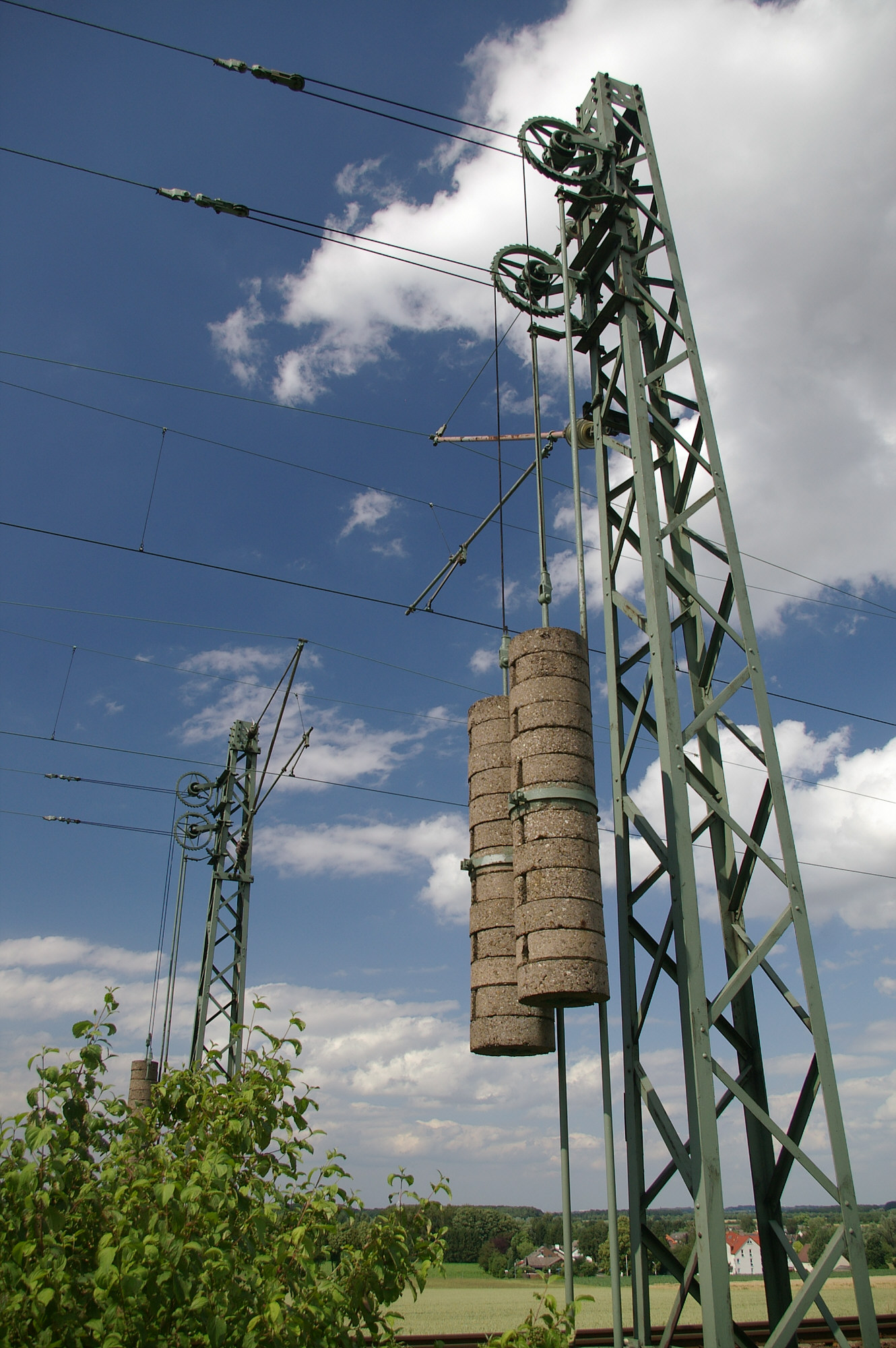
Tensionatori di linea

Le catenarie ferroviarie vengono stese con un percorso a zig-zag rispetto alla lunghezza, per fare in modo che il contatto strisciante del dispositivo captatore con il filo conduttore non avvenga sempre nello stesso punto, in quanto provocherebbe una rapida usura, fino al taglio dello stesso. La disposizione a zig-zag sposta lo scorrimento su tutta la superficie del pattino, riducendo il riscaldamento e l'usura.
La disposizione a zig-zag non è realizzabile con sistemi di presa delle aste di captazione, a guscio (come nei filobus) o a rotella, in cui il punto di contatto è obbligato dalla forma stessa del sistema di captazione: d'altra parte tali sistemi di captazione sono previsti per mezzi operanti a velocità medio-basse.

### Altezza della linea di contatto
L'altezza della linea di contatto è frutto di un compromesso relativo alla limitazione dei costi di costruzione dell'infrastruttura di trasporto su rotaia, in quanto una linea più alta richiederebbe pali più alti per il sostegno, gallerie di maggiori dimensioni e ponti di sovrappasso della ferrovia più alti. L'altezza minima dei fili è anche condizionata dalle necessità di circolazione dei mezzi stradali nei passaggi a livello.
In Francia le linee aeree hanno un'altezza media da 5,20 m, andando da un minimo di 4,32 m sotto ponti stradali e gallerie sino ad un massimo di 6,20 m nei passaggi a livello.
La tendenza recente è comunque quella di eliminare i passaggi a livello, sostituendoli con sottopassaggi o sovrappassaggi, il ché elimina il rischio di pericolosi contatti dei mezzi stradali con la linea aerea di contatto.

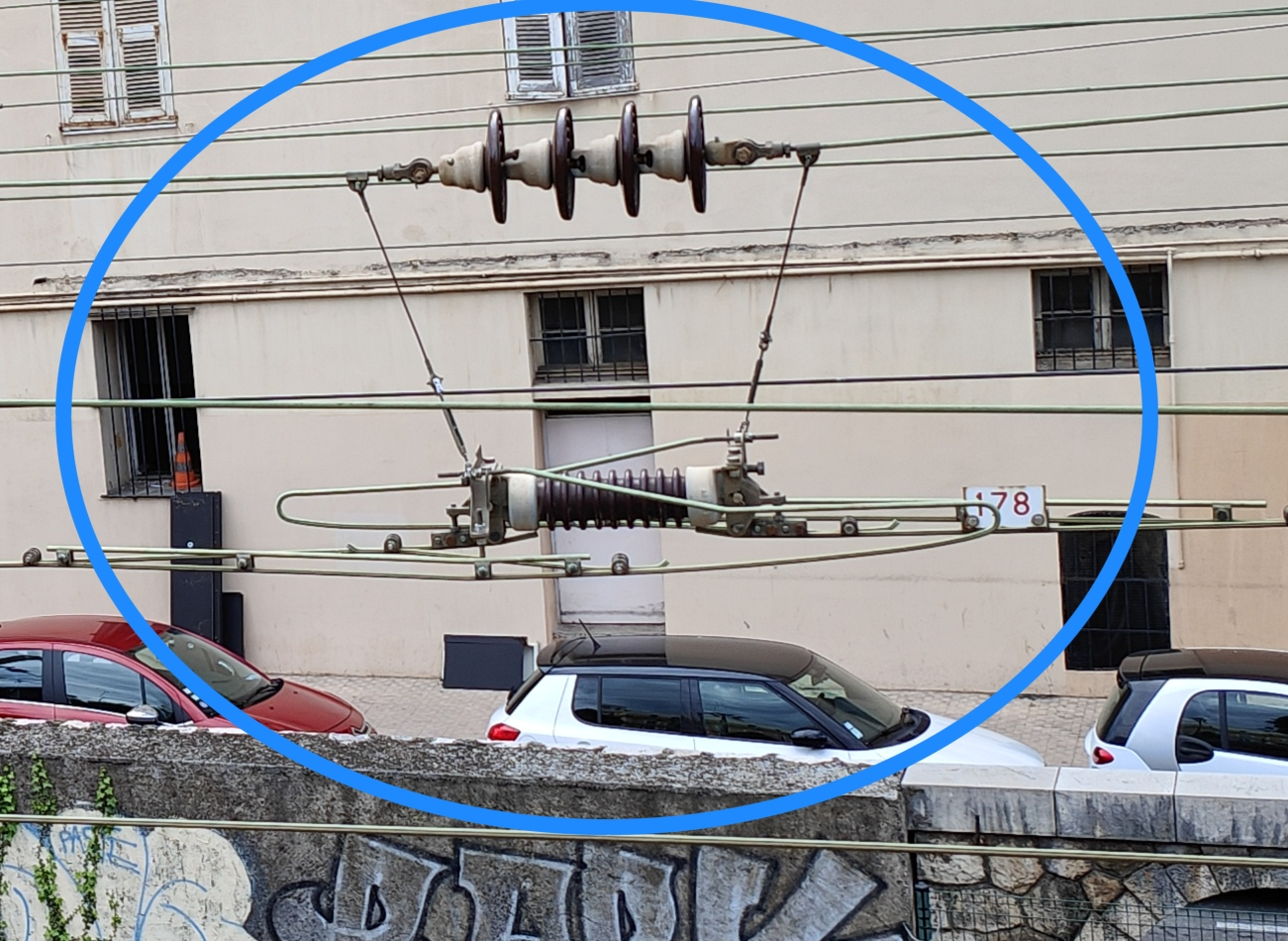
Isolatore di sezione per catenaria francese (25 kV c.a.) in piena linea. Serve per isolare due sezioni, composto da 2 sciabole ciascuna alimentata da un tratto in modo tale il pattino del pantografo capti sempre l'energia elettrica anche se fermo sull'impianto (foto area Mentone). Da notare a lato il numero identificativo per segnalarne rapidamente la posizione in caso di manutenzione

L'alimentazione della linea aerea di contatto avviene a tratte separatamente alimentate, da sistema esterno, in genere da una linea elettrica di trasmissione ad alta tensione. 

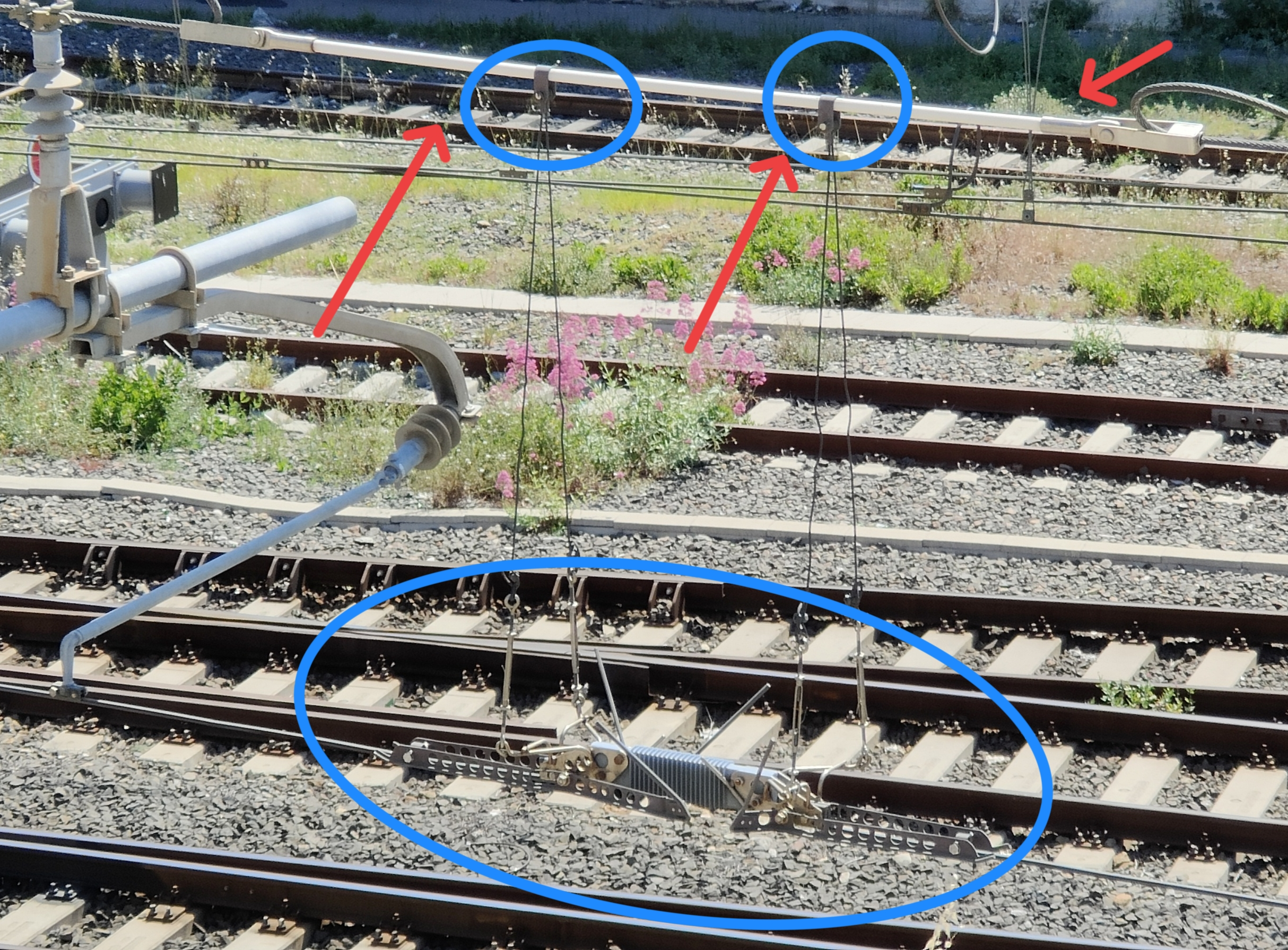
Isolatore di sezione 3 kV per Rete Ferroviaria Italiana di ultima generazione. Viene installato mediante livella orizzontalmente sul piano del binario, fissato con i pendini sulla barra (isolata) superiore. Le sciabole a contatto coi pantografi hanno le punte superiori per gli eventuali archi (funzione spegnifiamma nell'aria)

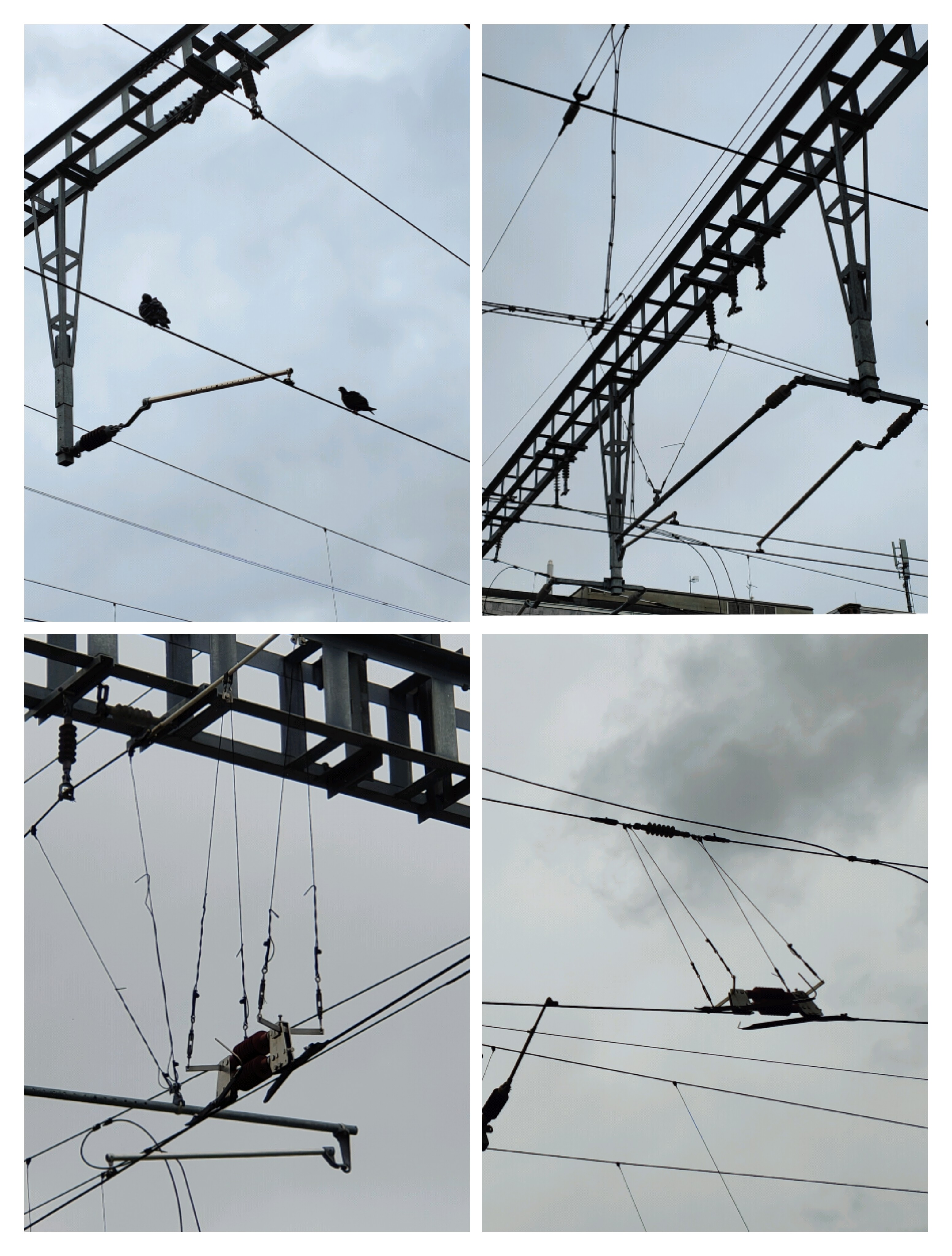
Catenaria svizzera di ultima generazione: in alto foto curiosa con i piccioni tranquilli sul cavo di 15kV; in basso gli isolatori di sezione (Foto 2023)

La distanza tra i vari punti di sezionamento e di alimentazione è calcolata in modo che le cadute di tensione in linea non superino un valore limite; sono più vicine tra loro nelle alimentazioni a corrente continua a 3000 volt e più distanti in quelle a corrente alternata a tensioni più elevate, di 15 kV e di 25 kV. 
I punti di alimentazione della linea aerea di contatto sono delle stazioni di trasformazione della corrente ad alta tensione, in quella necessaria al sistema di trazione.

## Galleria d'immagini

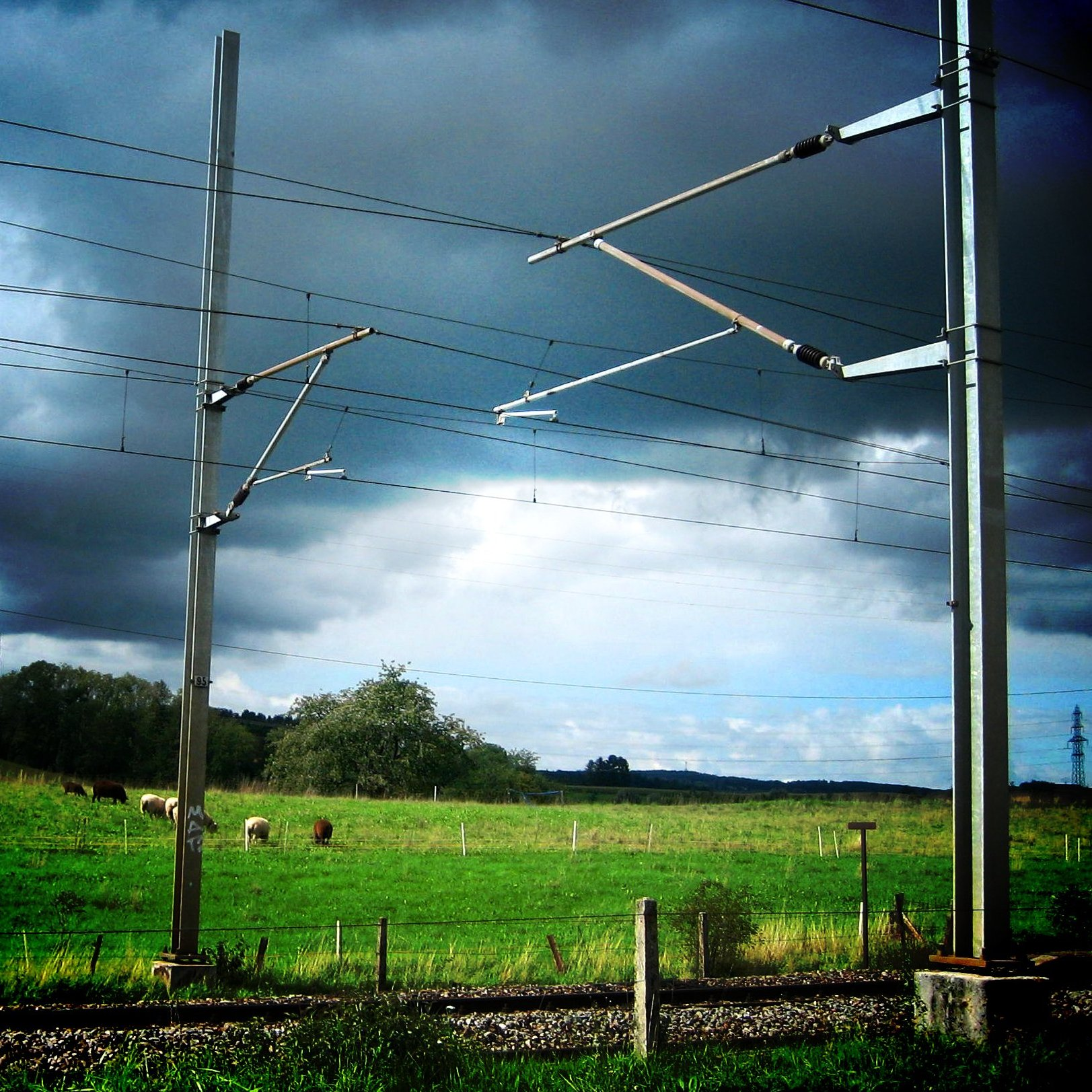
Linea di contatto a 15 kV, 16 2/3 Hz, corrente alternata in Svizzera
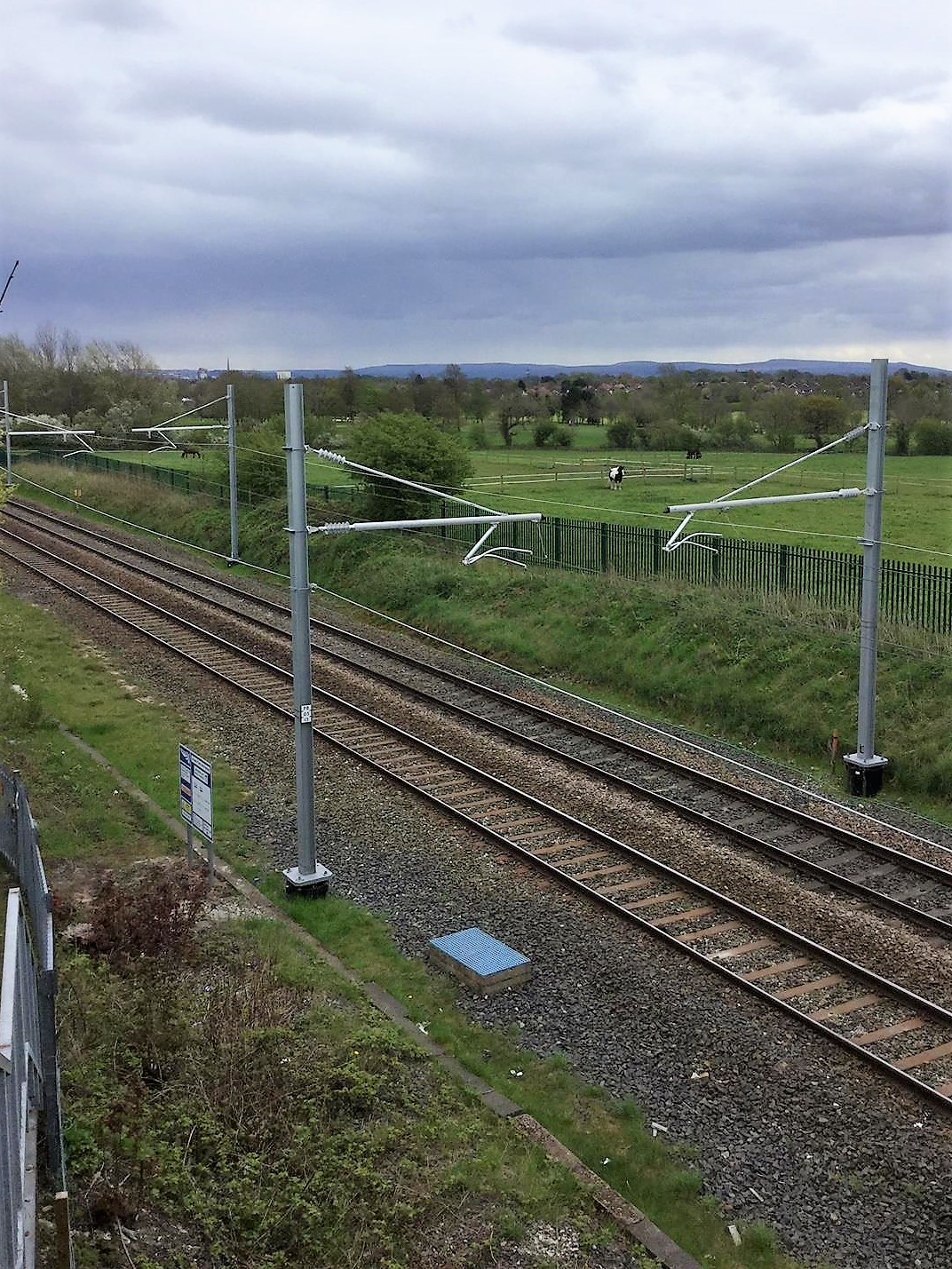
Linea di contatto a 25 kV, 50 Hz, corrente alternata in Gran Bretagna
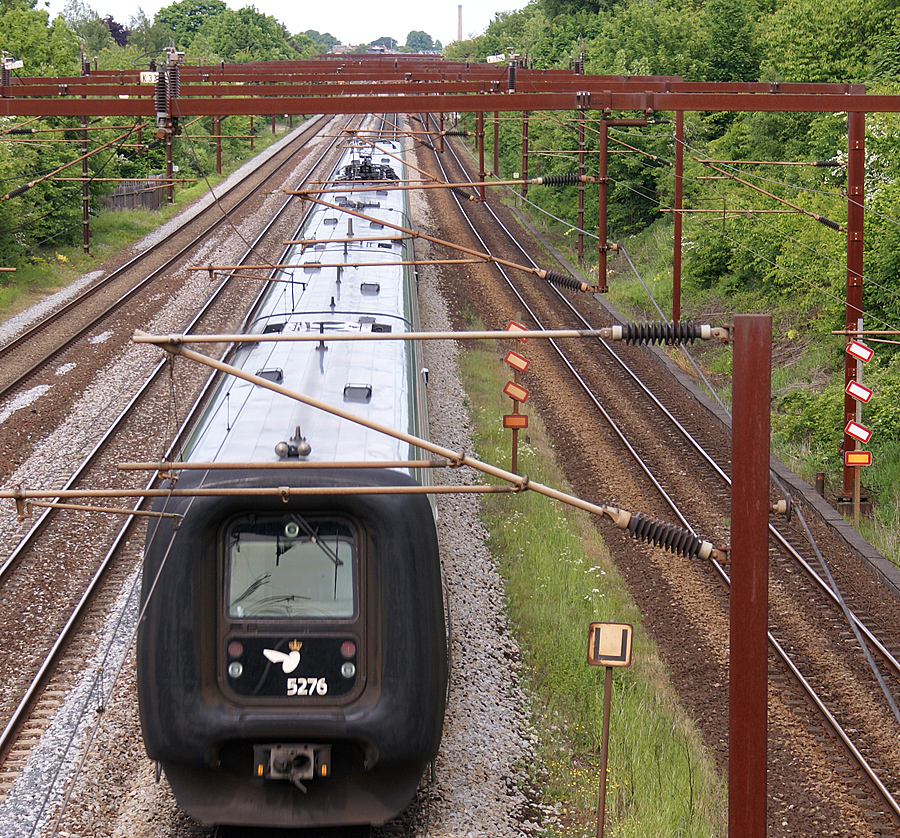
Linea di contatto a 25 kV, 50 Hz, corrente alternata in Danimarca
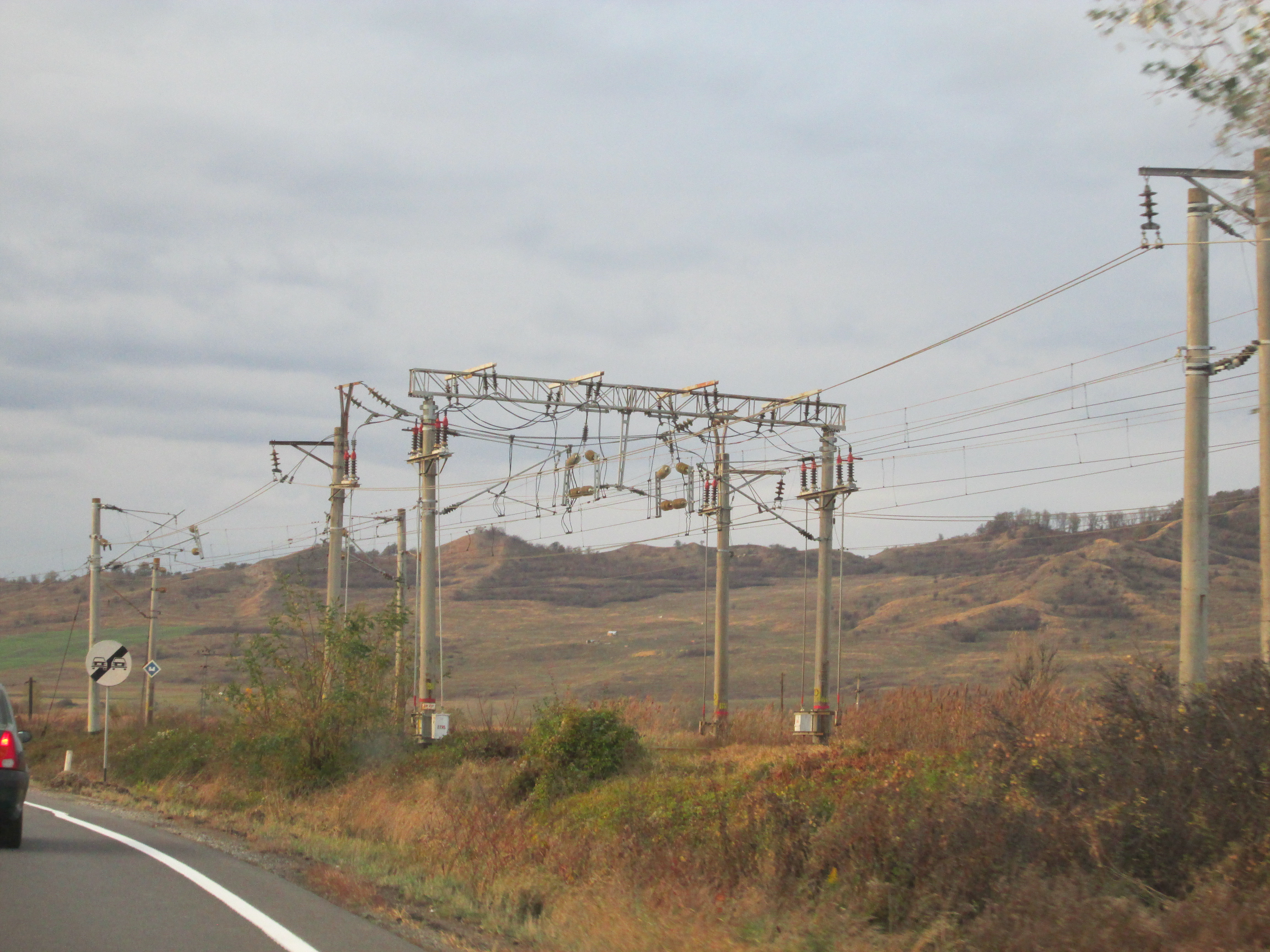
Linea di contatto a 25 kV, 50 Hz, corrente alternata in Romania
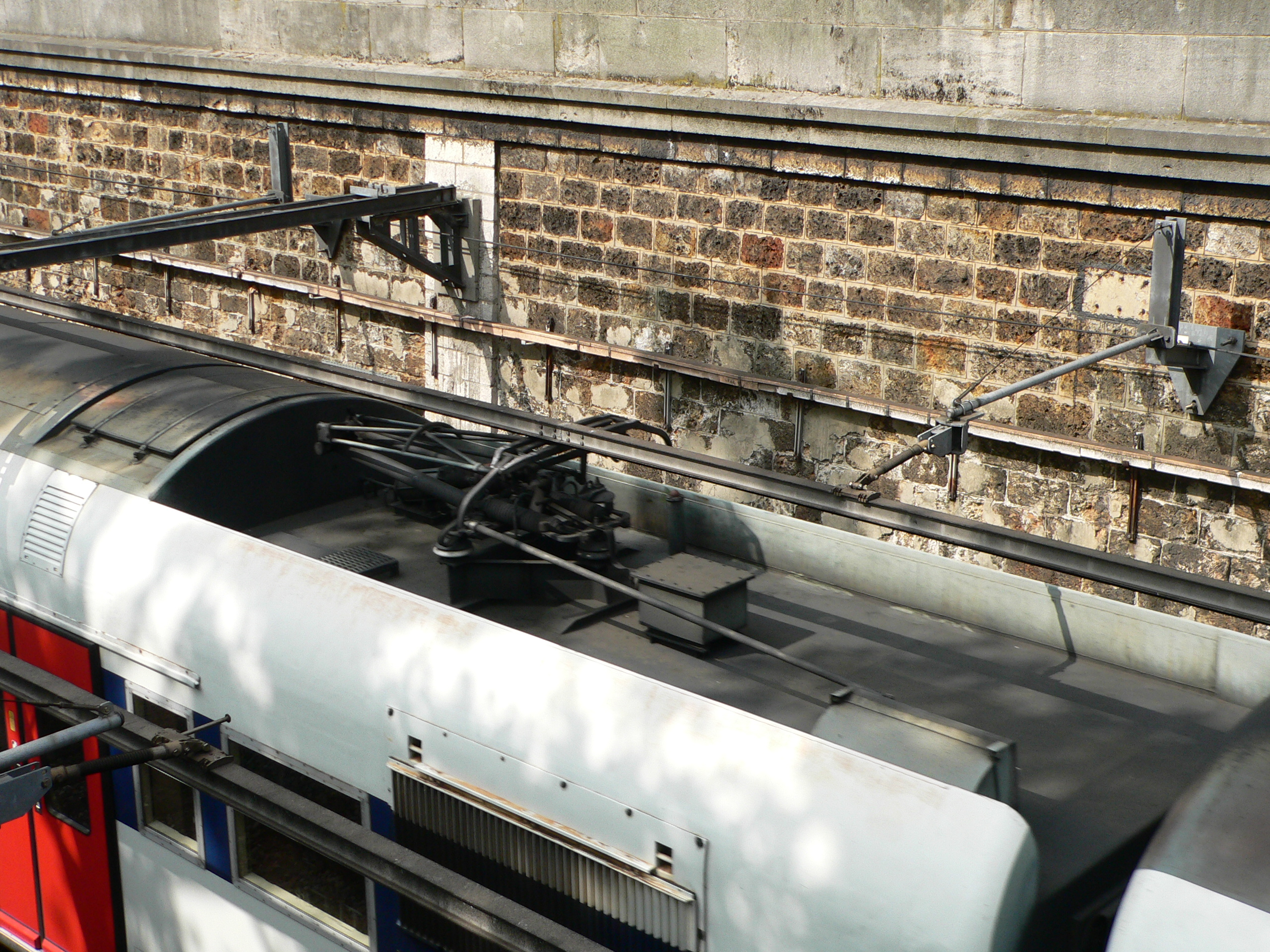
Linea di contatto rigida sul RER di Parigi
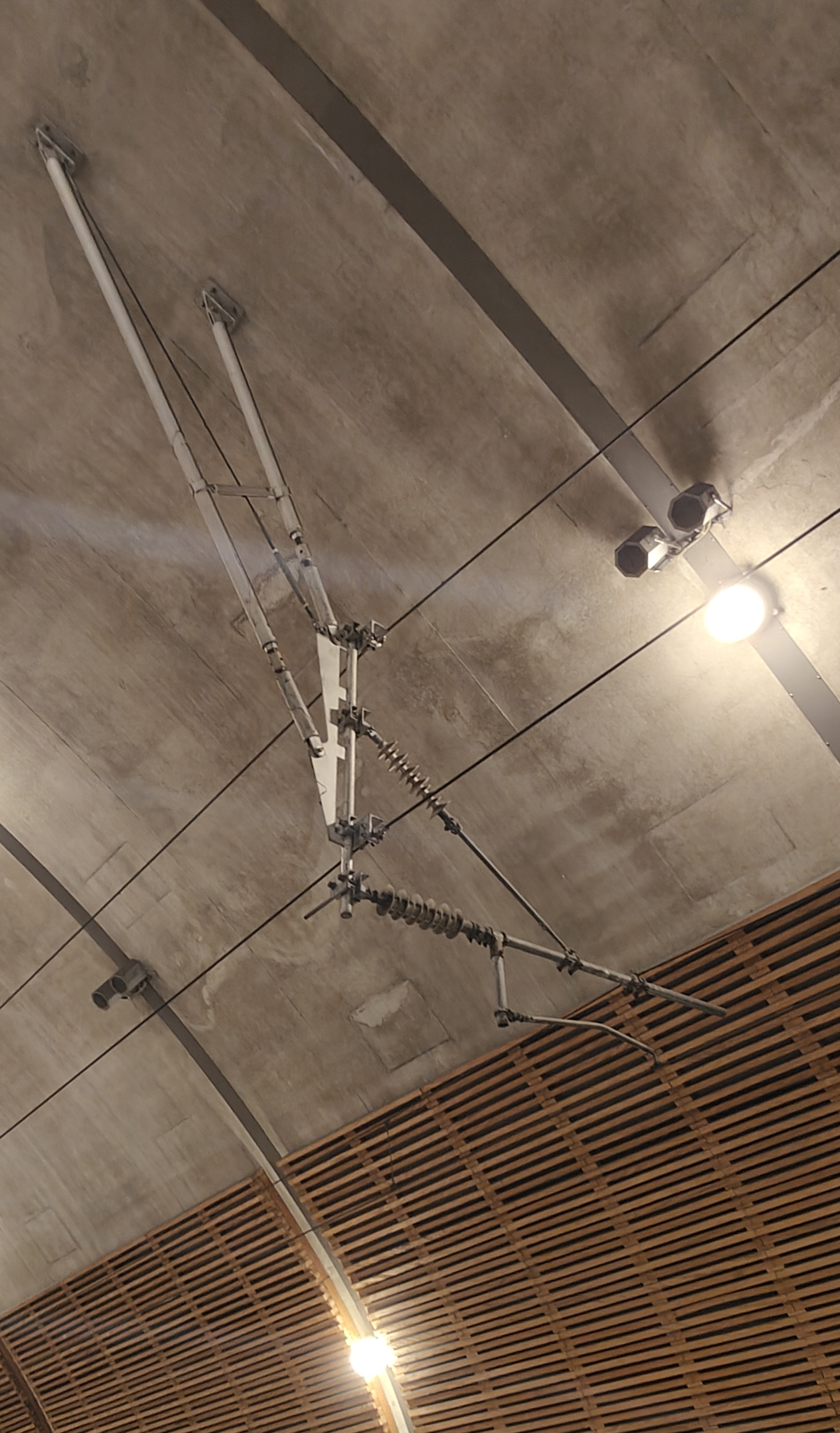
Traliccio 25 kV fissato sulla volta nella stazione di Monaco-Montecarlo. I due cavi che passano sul sostegno superiore servono per la messa a terra della struttura
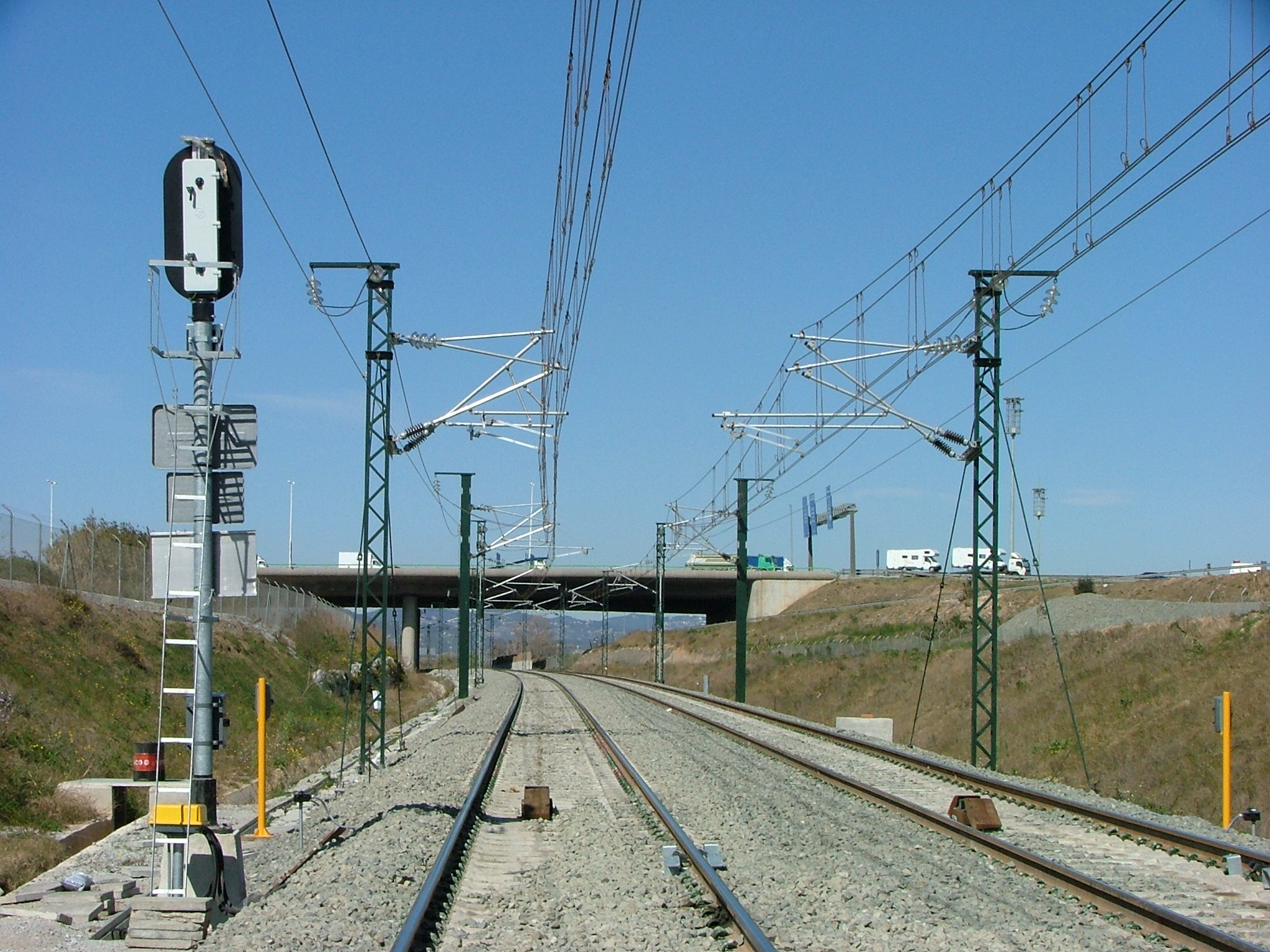
Linea di contatto a 3 kV, corrente continua in Spagna
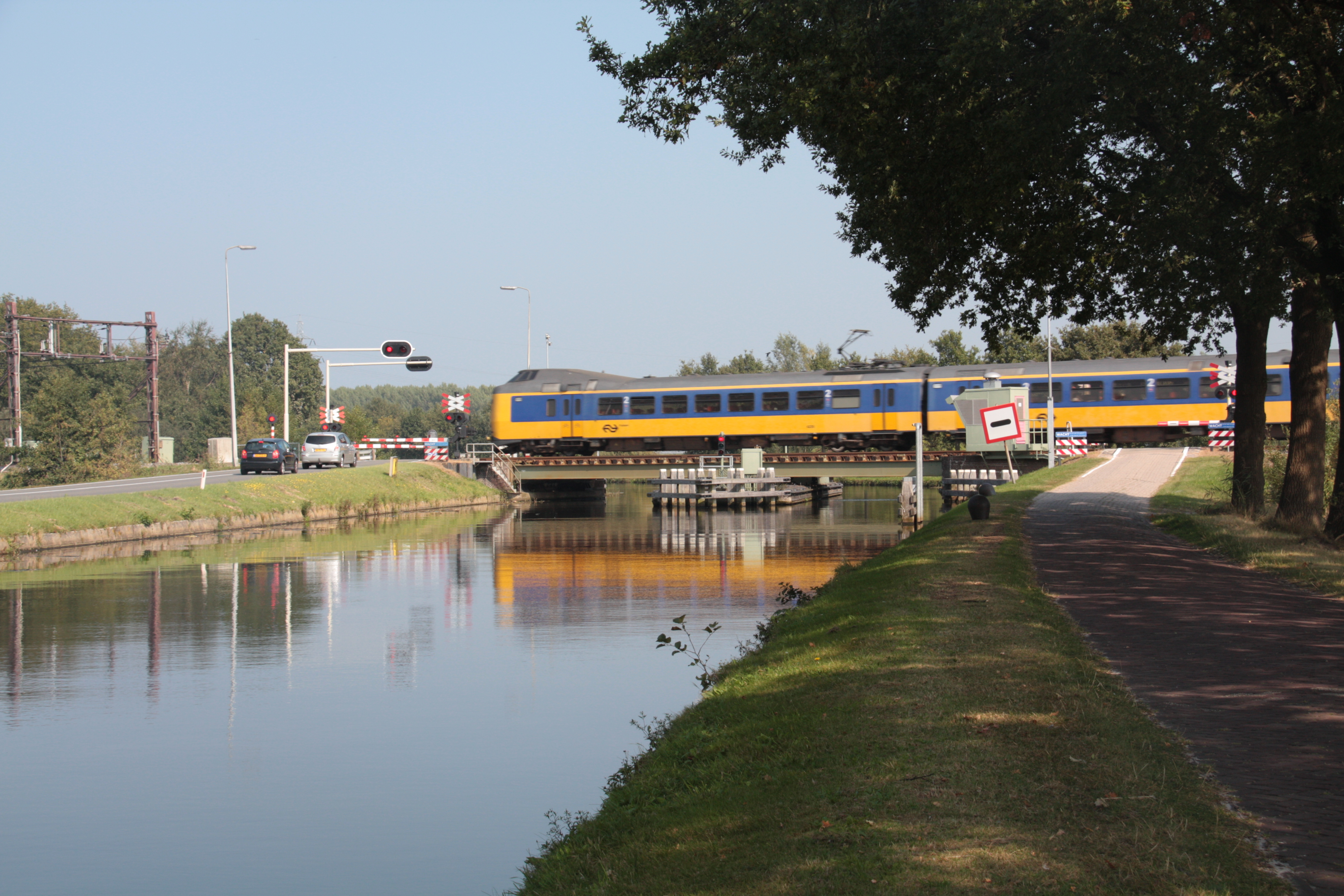
A Meppel, nei Paesi Bassi in presenza di un ponte girevole la linea di contatto termina prima del ponte e riparte subito dopo esser giunti sull'altra sponda. Nell'immagine il treno ha il pantografo alzato ma la catenaria non c'è.
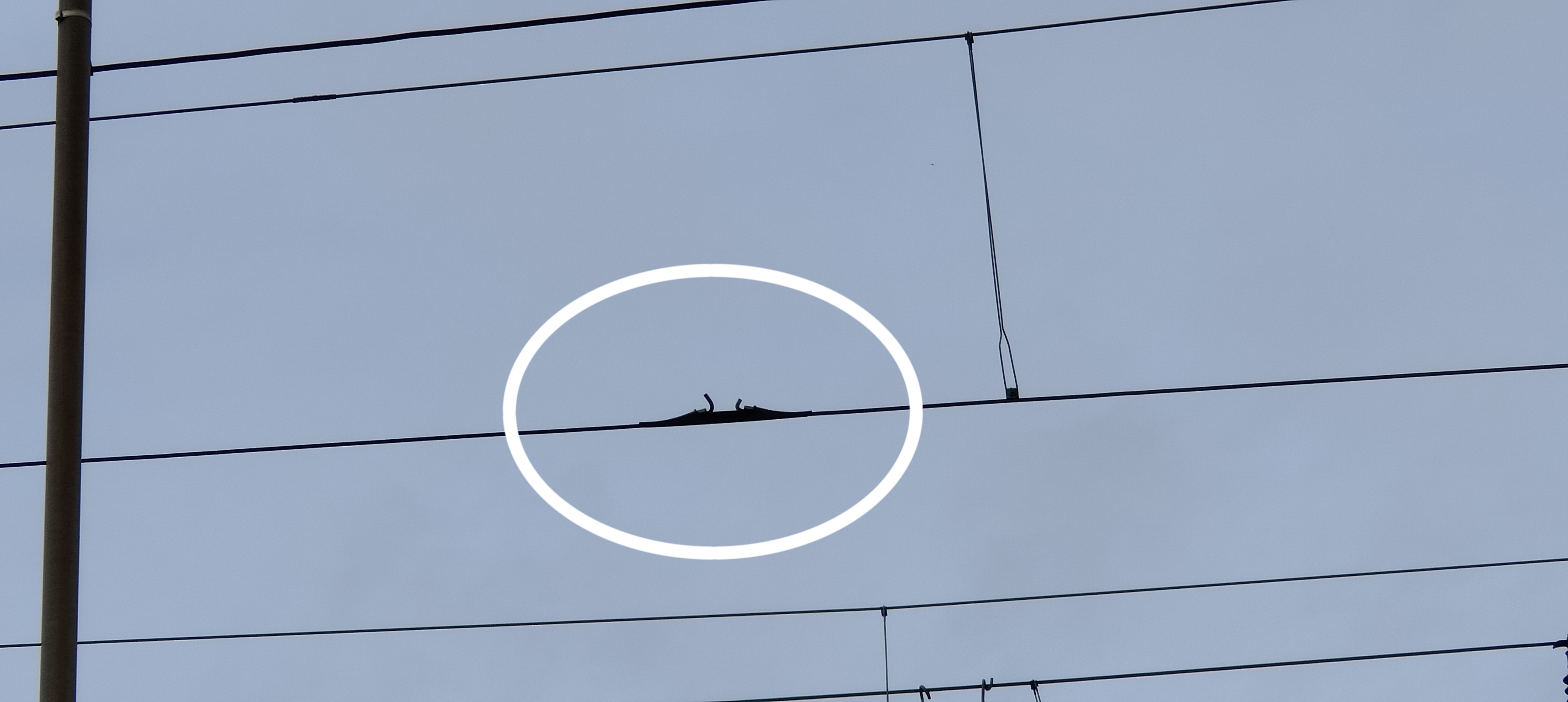
Giunzione metallica in uso sulle reti Rfi che serve ad unire 2 tratti (non isolati) della catenaria
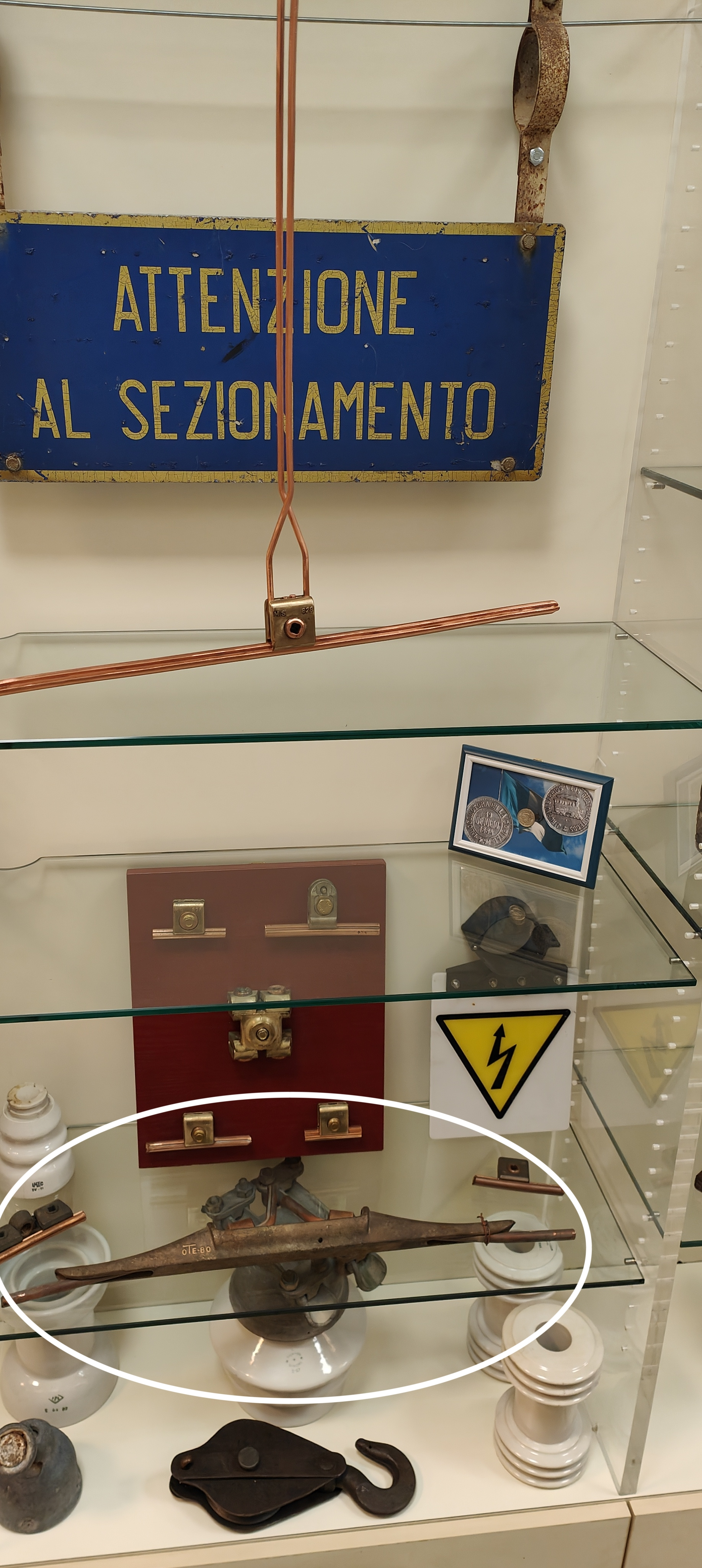
La giunta (cerchio) esposta al Museo dei Trasporti della Stazione di Taggia-Arma
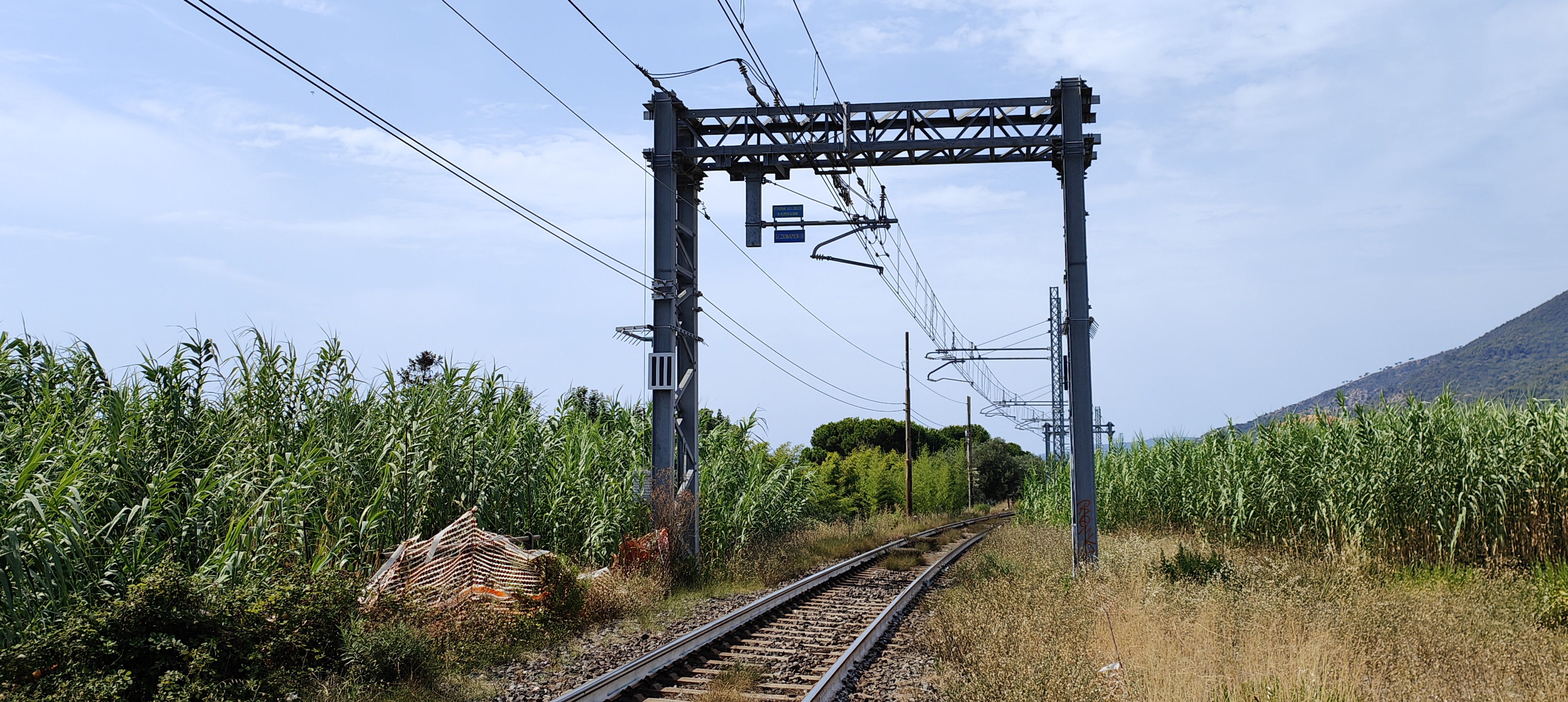
Binario unico: portale ultimo tipo in acciaio[5] di regolazione tesatura catenaria a corrente continua 3kV (Rfi)
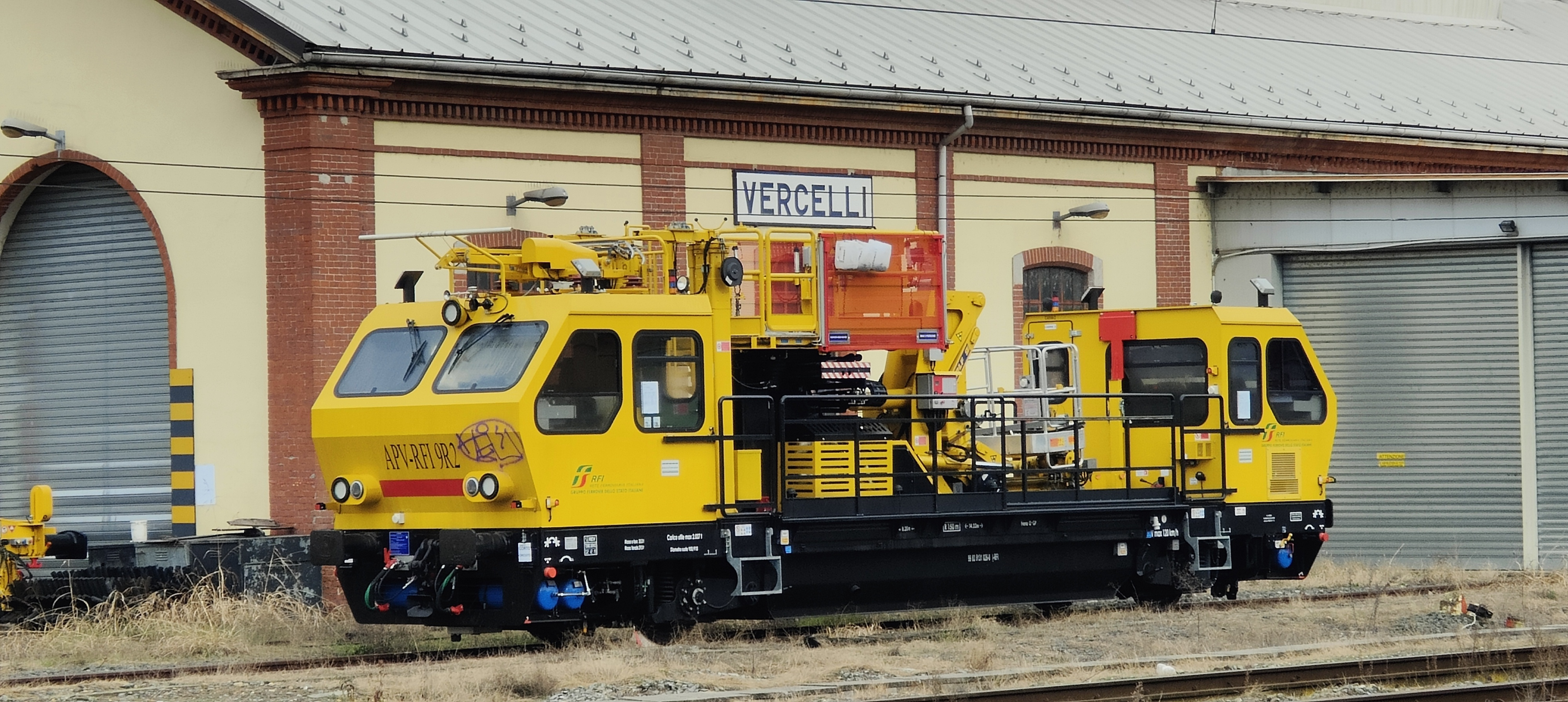
Mezzo d'opera APV 9R2 munito di piattaforma mobile in uso a Rfi per il controllo e manutenzione catenaria